# آق‌دوران
اکدوران، بایبرت (به لاتین: Akduran, Bayburt) یک منطقهٔ مسکونی در ترکیه است که در استان بایبورت واقع شده‌است.

## خصوصیات
اکدوران ۹۴ نفر جمعیت دارد.